# 城田村 (三重県)
城田村（きだむら）は三重県度会郡にあった村。現在の伊勢市の北西部、宮川の下流左岸、参宮線・宮川駅の南方一帯にあたる（宮川駅自体は村域に含まない）。

## 地理
- 河川：宮川、汁谷川

## 歴史
- 1889年（明治22年）4月1日 - 町村制の施行により、上地村・中須村・川端村の区域をもって発足。
- 1955年（昭和30年）1月1日 - 宇治山田市に編入。同日城田村廃止。宇治山田市は即日改称して伊勢市となる。

## 地域

### 教育
- 城田村立城田中学校
- 城田村立城田小学校

## 交通

### 鉄道路線
- 参宮急行電鉄（現・近畿日本鉄道）
  - 本線（1942年廃止）
    - 川端駅

村域を参宮線が通過したが、駅は所在しなかった。